# 锡罗斯的斐瑞居德斯
锡罗斯的斐瑞居德斯（希臘語：Φερεκύδης ὁ Σύριος），古希腊神话学家和原始哲学家，来自锡罗斯岛。后世关于他的身世几乎一无所知。尽管通常认为他生活在七贤之后。有说法将斐瑞居德斯列为希腊七贤之一。也有说法称他可能是皮塔库斯的学生，或者是毕达哥拉斯的老师，亦或是一位博学多才、游历广泛并研究了秘密的腓尼基书籍的自学者。